# 陈本永
陈本永，浙江理工大学机械与自动控制学院副院长、教授，主要从事纳米测量技术及仪器、微驱动器与微执行器技术方面的研究。陈本永曾入选中国教育部长江学者特聘教授，享受中国国务院政府特殊津贴。

## 生平
陈本永毕业于浙江大学机械工程专业，后在清华大学光学工程专业从事博士后研究工作。现为浙江理工大学机械与自动控制学院副院长。